# Marcello Mastroianni
Marcello Mastroianni (Fontana Liri, 28. rujna 1923. – Pariz, 19. prosinca 1996.), talijanski kazališni i filmski glumac
Od 1948. godine nastupao je na kazališnim pozornicama u ulogama mladih junaka i ljubavnika u djelima Williama Shakesperea, Goldonija, Čehova, Tennesseea Williamsa.
Na filmu isprva tumači likove dobrodušnih mladića pučana i malograđana zbunjenih dinamikom suvremenog života, a zatim u djelima vrhunskih talijanskih redatelja igra i uloge osoba iz viših društvenih slojeva.
Poslije prvoga velikog uspjeha, u fimu "Tramvaj zvan čežnja" 1947., Mastroianni je odigrao više od 300 filmskih uloga, 12 puta u paru sa Sophiom Loren. Bio je nominiran za Oscar, a dvaput je dobio nagrade za najboljega glumca na Filmskom festivalu u Cannesu. Vrhunac svojega stvaralaštva Marcello Mastroianni postiže u suradnji s Federicom Fellinijem, u čijoj je režiji snimio osam filmova, od "Slatkoga života" 1960. do "Intervjua" 1987.

## Rani život
Marcello Vincenzo Domenico Mastroianni rođen je 28. rujna 1924. u mjestašcu Fontana Liri, nedaleko od Rima. Otac, stolar, u 14. godini ga je ispisao iz škole i poslao u Rim da nađe posao. Bilo je to teško razdoblje, uoči Drugog svjetskog rata, pa se dečko prihvaćao svih poslova do kojih je mogao doći. Najčešće je pomagao pri izradi filmskih kulisa, a povremeno je i statirao. Kad je buknuo rat, nacisti su mladića deportirali u radni logor na sjeveru Njemačke, odakle je uspio pobjeći. Do kraja rata skrivao se po napuštenim kućama u okolici Venecije, živeći u konstantnom strahu i vječito gladan. Kad je rat završio, vratio se u Rim i našao posao u britanskoj kompaniji za distribuciju filmova Eagle Lions. Sprijateljio se sa studentima Akademije za kazališnu umjetnost i često dolazio na njihove probe.
"Počeo sam se oduševljavati onim što rade i kad mi se ukazala prilika, pridružio im se" - ispričao je. Marljivo je učio, svaki dan bio na probama i ubrzo ga je uočio slavni redatelj Luchino Visconti i 1948. angažirao u kazališnim predstavama "Smrt trgovačkog putnika", "Ujak Vanja", te "Tramvaj zvan čežnja". Iako se na filmu prvi put pojavio godinu ranije, u "Jadnicima" Riccarda Freda, glumački dar pokazao je tek u tri sljedeća filma, sva tri pod redateljskom palicom Luciana Emmera: "Nedjelja u kolovozu" 1950., "Pariz je uvijek Pariz" 1951. i "Djevojke sa Španjolskog trga" 1952. Prvi značajniji uspjeh postigao je glavnom ulogom u filmu "Dani ljubavi" Giuseppea De Santisa, za što je dobio nagradu talijanske filmske kritike Nastri d'Argento.
Njegova je zvijezda zasjala punim sjajem tek 1960. nakon kultnog Fellinijeva filma "La dolce vita" (Slatki život) 1960., u kojem je glumio razočaranog i bezvoljnog novinara rimskog tabloida koji s fotografom Paparazzom prati slavne u noćnom životu mondenih okupljališta na Via Veneto. Prezime njegovog filmskog kolege, Paparazzo (paparazzo je, inače, vrsta komarca udomaćenog na Siciliji), kasnije je postalo opći pojam - naziv za fotografe koji vrebaju slavne osobe i potajno ih snimaju. Mastroiannijeva partnerica u "Slatkom životu" bila je raskošno građena Šveđanka Anita Ekberg, a scena u kojoj ona, u crnoj večernjoj haljini koja joj jedva pokriva grudi, stoji potpuno mokra u rimskoj Fontani di Trevi i doziva Marcella, i danas slovi za jedan od najslavnijih filmskih prizora.

## Slavni glumac
Nakon premijere za Mastroiannija su se počeli otimati redatelji. I sljedeći film, "Noć", 1961., u režiji Michelangela Antonionija, bio je pun pogodak. Partnerica mu je bila Monica Vitti, osebujna plavuša kojoj nije mogao odoljeti niti nakon snimanja. No, tek mu je uloga u "Razvodu na talijanski način" (1963.) priskrbila i prvo međunarodno priznanje: nagradu za najboljeg glumca godine Britanske filmske akademije. Partnerica u "Razvodu..." bila mu je zemljakinja Sophia Loren, s kojom je glumio u još 11 filmova: "Jučer, danas, sutra" (u kojemu Sophia izvodi glasoviti striptiz), "Brak na talijanski način", "Svećenikova žena", '"Suncokreti", "Poseban dan"...
- "Mislim da se takva kemija iznimno rijetko događa među glumcima. No, kod Marcella i mene ona se, od prvog dana, gotovo mogla opipati" - izjavila je slavna Napoletanka koja je bila jedna od rijetkih glumčevih partnerica koja je prijateljevala s njegovom suprugom. Marcelo se, naime, još 1950., na početku karijere oženio Florom Carabello, dvije godine mlađom djevojkom koja je imala glumačke ambicije. No, kako je već sljedeće godine, u prosincu, rodila djevojčicu, odrekla se svojih snova i posvetila obitelji. Brak je neko vrijeme bio idiličan, no nakon što je Marcello naglo poletio na krilima slave, gospođa Mastroianni sve je više bila supruga samo na papiru. Nakon kratkotrajne avanture s Anitom Ekberg i Monicom Vitti, Mastroianni se zaljubio kao tetrijeb u Faye Dunaway, 17 godina mlađu američku filmsku zvijezdu. Ta je veza, međutim, trajala kratko jer se par mogao sporazumijevali samo pomoću ruku: on nije znao ni riječi engleskog, ona talijanskog.
Slijedile su avanturice s cijelim nizom starleta kojih je na snimanjima bilo kao pijeska u pustinji. Mastroianni je uvijek bio vrlo otvoren u vezi sa svojim vrludanjima izvan braka.
- Nikad niti jednoj ženi - priznao je - nisam ništa obećavao, pa me niti jedna nije mogla optužiti da sam joj ulijevao lažne nade. Od supruge dobivam ljubav i razumijevanje, a od ljubavnica strast. Žene su kao kišobran: nekoliko pravih poteza, i sve je napeto.

## Internacionalna karijera
Uz Jeana-Paula Belmonda, Mastroianni je šezdesetih godina bio najbolje plaćeni europski glumac: po filmu je dobivao vrtoglavih stotinu milijuna lira, a govorkalo se da je za poznati Fellinijev film "Osam i pol", snimljen 1963., čak dobio dvostruko veći honorar. Počeli su ga tražiti i s druge strane Atlantika pa ga je poznati redatelj i producent Dino De Laurentiis nagovorio da intenzivno počne učiti engleski. Mastroianni je imao stotine mana, ali i jednu veliku vrlinu - volio je raditi - primio se posla. Pokazalo se to kao dobro ulaganje: 1968. dobio je ulogu u "Dijamantima za doručak", prvom filmu u kojemu ga nisu trebali sinkronizirati na engleski, a potom još dva filma za MGM. Ti holivud pokušaji nisu se, međutim, mogli mjeriti s njegovim ljubavnim uspjesima. A Flora ga je doma strpljivo čekala i sve mu opraštala i ne sluteći daje pred njom najveće iskušenje: Catherine Deneuve. Te se 1971. Marcellova veza s Faye Dunaway rasplinula, a francuska glumica upravo se razišla s redateljem Francoisom Truffautom. Oboje su, dakle, bili spremni na novu ljubav. I novi film.
A to je bio "To se događa samo drugima" francuske redateljice Nadine Trintignant. Riječ je bila o njezinoj autobiografskoj priči: njoj i suprugu Jean-Louisu Trintignan-tu, slavnom francuskom glumcu, umrla je kćerkica u kolijevci. Ovaj film za Nadine je bio neka vrsta psihoterapije, a za glavne uloge odabrala je 28-godišnju Catherine Deneuve i 47-godišnjeg Marcella Mastroiannija.
Oboje su se potpuno uživjeli u priču o bračnom paru koji proživljava pakao nakon što su izgubili sina, a nakon mučnih scena, kad bi se kamere ugasile, Marcello je pokušavao razveseliti ekipu. Catherine gaje u početku suzdržano promatrala, a onda su joj kočnice popustile i ona se predala. Pokazalo se da je veza s Marcellom bila, i ostala, njezina najsadržajnija veza u životu. Njih su dvoje od prvoga dana bili savršeno jedinstvo suprotnosti: ona anđeoski lijepa, nedokučiva, nedodirljiva i psihički stabilna, on - šarmer, zafrkant, beskrajno simpatičan i neodoljiv.
Catherine Deneuve tad je već bila velika filmska zvijezda, s filmovima "Šerburski kišobrani", "Ljepotica dana" i "Maverling", s aureolom hladne ljepotice koja ne prihvaća građanske konvencije. Iako je bila u trogodišnjoj vezi sa slavnim francuskim redateljem Rogerom Vadimom, u kojoj je 1963. rodila sina Christiana, nije se htjela udati iako je on to silno želio. Nekoliko godina kasnije, dok je u Londonu snimala s Romanom Polanskim, upoznala je britanskog fotografa Davida Baileya i - za njega se udala. Obred je bio skroman (mladoženji je vjenčani kum bio Mick Jagger), a brak je potrajao samo tri godine. David je bio jedini muškarac s kojim je Catherine Deneuve, inače jakih vjerskih uvjerenja, stala pred oltar.
Naviknula na brojne muževe avanture i avanturice, Flora Mastroianni je jobovskom strpljivošću čekala da se Marcello "istutnji" i - po običaju - skrušeno vrati doma. No, on je prvi put u svojim izvanbračnim izletima upao u vezu iz koje se nije želio povući. Iako nije zatražio razvod, bilo je očito da je Catherine postala središte njegova života. A ona, čvrsta i dosljedna, niti jednom nije od njega zatražila da se razvede.
- Ne vidim niti jedan razlog za brak sve dok postoji razvod - bilo je njezino objašnjenje. Vijest da je trudna, koja je ubrzo preplavila svjetske časopise, u obitelji Mastroianni odjeknula je kao bomba. Catherine je tada bilo 29 godina, Marcellu 48.
- Sve su to novinarske izmišljotine. Moj sin ima prekrasnu ženu i dijete - ponavljala je majka Marcella Mastroiannija. No, "izmišljotina" je ubrzo postala posve opipljiva: 28. svibnja 1972. rodila se Chiara. Catherine je bila toliko oduševljena novim majčinstvom da se počelo govorkati kako će se povući s filma.
Mala obitelj živjela je povučeno u pariškom stanu francuske glumice. Mastroianni je bio potpuno zaluđen svojom kćerkicom. Nastojao je s njom provesti svaki slobodan trenutak ponavljao je zaneseno u brojnim intervjuima: - Ne želim ponoviti pogrešku koju sam, kao mlad i neiskusan, počinio kad se rodila Barbara. Najveće blago koje imam, jest ljubav moje kćeri.
A Chiara, koja mu je od prvoga dana nalikovala kao jaje jajetu, nikada nije krila kako joj je otac najvažnija osoba u životu. Ljubav Marcela Mastroiannija i Catherine Deneuve bila je čvrsta, iskrena i duboka, i to se vidjelo. U filmu "Lisa"', snimljenom dvije godine nakon Chiarina rođenja, ponovno su bili partneri: svaka scena isijavala je njihovim dubokim i iskrenim odnosom koji su imali i u privatnom životu, za koji su mnogi tvrdili daje utjelovljenje međusobnog obožavanja.
Nakon što je njihova kćerkica navršila dvije godine, Catherine je osjetila potrebu da se vrati poslu u kojem su je zasipali ponudama koje je bilo teško odbiti. Mastroiannija su, s druge strane, visoko cijenili europski redatelji, pa je i sam bio u poziciji da se teško pomiri s bacanjem koplja u trnje u pedesetoj godini života, na vrhuncu karijere.
Tako se najslavniji filmski par sredinom sedamdesetih ponovo okrenuo svojim karijerama. Česta razdvojenost i dugotrajna izbivanja iz njihova ljubavnog gnijezda u Parizu neizbježno su doveli do toga da se njihov odnos razvodnio. Razišli su se 1974. Kako niti jedan prekid veze, tako niti njihov nije bio bezbolan. No, za razliku od velike većine muškaraca i žena koji su prošli kroz slično iskustvo, Catherine i Marcello nisu nikada jedno o drugome izgovorili niti jednu ružnu riječ.
- Tko jednom upozna Marcella, ne može ga nikada zaboraviti - izjavila je Catherine. Marcello je bio beskrajno suzdržan u komentarima i škrt na riječima kad god bi ga pitali za Catherine. Prema predviđanjima svoje supruge, na kraju se skrušeno vratio u Rim, ali je silno patio. Često je dolazio u Pariz i iz prikrajka promatrao Chiaru, bojeći se susresti s njezinom majkom. Dvije najvažnije žene njegova života ostavile su za sobom prazninu koju nitko i ništa nije moglo ispuniti. Pa ipak, s vremenom je sve sjelo na svoje. On se nakon duljeg vremena pomirio sa stvarnošću: redovito je viđao kćer, a s njezinom majkom do posljednjeg je dana ostao u krajnje korektnim odnosima. Catherine Deneuve, oduvijek iznimno vrijedna i uporna, nastavila je blistavu karijeru u Francuskoj, premda se pokušala dokazati i u Hollywoodu. No, taj je pokušaj neslavno završio: iako je postigla stanoviti uspjeh, Amerikancima je bila pamtljivija kao zaštitno lice Chanelovih parfema nego kao glumica velikog potencijala. U Francuskoj, međutim, njezina zvijezda ni do danas nije potamnjela: 1985. baš je njezino lice bilo odabrano kao model za Marianne, nacionalni simbol Francuske.
Marcello Mastroianni nastavio je snimati. Redatelj John Boorman bio je zadivljen njegovom karizmom za vrijeme snimanja filma "Posljednji lav":
- On je prava rijetkost među glumcima. On nije nimalo tašt, što je toliko karakteristično za većinu ljudi koji se bave ovim poslom. Izvor njegova šarma leži u tome stoje prirodan, samokritičan i svjestan svojih mogućnosti - rekao je Boorman.
A Marcellove mogućnosti bile su doista impresivne. I dalje je snimao, dva do tri filma godišnje.
Iako mnogi od njih nisu postigli međunarodne uspjehe, u Italiji je još uživao status glumca bez konkurencije. Često je gostovao u Sjedinjenim Državama, a jednom je prilikom, gostujući u talk-showu američke mreže NBC, na pitanje zašto je baš on najpopularniji latin lover na svijetu, odgovorio:
- Ne znam. Volim žene, ali to sigurno nije dostatna kvalifikacija. Po toj logici, pola svijeta moglo bi biti latin loveri. Iskreno, nije mi drago kada me tako nazivaju. Ne mogu se oteti dojmu da je taj naziv pomalo pogrdan.
Ubrzo je i pokazao da je bio iskren: prihvatio je ulogu homoseksualca u filmu "Poseban dan", gdje mu je partnerica bila Sophia Loren. U to je doba za taj potez doista trebalo imati hrabrosti, jer je nekog glumca uloga homoseksualca mogla stajati karijere. No, Mastroianni ju je tako maestralno odigrao da mu je 1986. donijela drugu nominaciju za Oscara. Iako je za sobom imao desetke uspješnih filmova, i u sedmom desetljeću života još je neumorno snimao, pa je za film "Crne oči" ruskog redatelja Nikite Mihalkova 1987. dobio posebno priznanje stručnog žirija Filmskog festivala u Cannesu, a odmah potom, za istu ulogu, treći je put nominiran za Oscara.
- Gluma je - izjavio je tada Mastroianni - najljepši posao na svijetu. Uživam u njemu i uopće ne razmišljam o novcu koji on donosi. Obožavam glumiti, to je moja hrana. Oh, gluma, gluma... to je ekshibicionizam.
Unatoč činjenici daje u svojoj dugoj karijeri radio s najpoznatijim redateljima 20. stoljeća, Mastroianni nije nikad krio da mu je najdraža suradnja s Federicom Fellinijem. A zadovoljstvo je, kako je veliki talijanski redatelj mnogo puta izjavio, bilo obostrano, pa ne čudi odluka Američke filmske akademije da nagradu za životno djelo, koju je ova prestižna institucija 1993. dodijelila Felliniju, na svečanoj pozornici u Los Angelesu redatelju uruči baš Marcello Mastroianni.
Chiara Mastroianni krenula je stopama svojih roditelja. Njezina velika želja - da glumi s ocem - ispunila se 1994. kad su zajedno snimili film "Tri života i samo jedna smrt", te 1996. kad su skupa nastupili u Altmanovu "Pret-a-Porteru". Njezina druga želja, da otac vidi njezino dijete, nije se ostvarila: Marcellov unuk Milo rođen je početkom veljače 1997., mjesec i pol dana nakon smrti velikog glumca.

## Zadnji period života
Svoje posljednje dane Marcello Mastroianni proveo je u Parizu, uz Catherine Deneuve i Chiaru. Iako teško bolestan (od uznapredovalog karcinoma gušterače), u svojem je posljednjem intervjuu priznao: - Obožavam prirodu, vjerujem u ljubav, osjećaje, prijatelje. Volim ljude, volim život. Možda me zato život nagradio. Mislim da sam bio srećković.
A kada je 19. prosinca 1996. napustio ovaj svijet, Times ga je proglasio "najvećim od svih talijanskih glumaca". Gradska uprava Rima u njegovu je čast slavnu Fontanu di Trevi, mjesto odakle se vinula neponovljiva zvijezda Marcella Mastroiannija, prekrila crnim trakama i sat vremena u njoj zatvorila vodu.
Iz Pariza je ispraćen misom zadušnicom na koju su došle Catherine Deneuve i Chiara Mastroiani, a na pogrebu na groblju u Veranu, blizu Rima, uz njegovu suprugu Floru i prvorođenu kćer Barbaru sjedila je Sophia Loren i cijelo vrijeme neutješno plakala.
Flora je umrla 1999., a Catherine Deneuve, kojoj su 63 godine, još snima i kao da nije u stanju ostarjeti. A na upite o Marcellu Mastroianniju odgovara:
- Tko jednom upozna Marcella, ne može ga zaboraviti. A ona, posve sigurno, zna što govori.

## Filmografija
- Deseta žrtva (tal. La decima vittima, eng. The 10th Victim) 1965.
- "Pariz je uvijek Pariz"
- "Slatki život"
- "Nož"
- "Suncokreti"
- "Bijele noći"
- "Razvod na talijanski način"
- "Osam i pol"